# Centro de convenciones de Colorado
El Centro de convenciones de Colorado (del inglés: Colorado Convention Center) y (Bellco Theatre) es un centro de convenciones multifuncional situado en el centro de Denver, en el estado de Colorado en Estados Unidos. El centro abrió sus puertas en junio de 1990, el primer evento es el Draft de la NBA de los Nuggets de Denver El centro de convenciones se amplió en 2004 para incluir varias salas de reuniones, dos salones y un anfiteatro cubierto. Desde su apertura, el centro alberga a más de 400 eventos por año.
Situado en el centro de Denver, el centro se ha convertido en uno de los muchos monumentos históricos de Denver.